# 沙頭角海

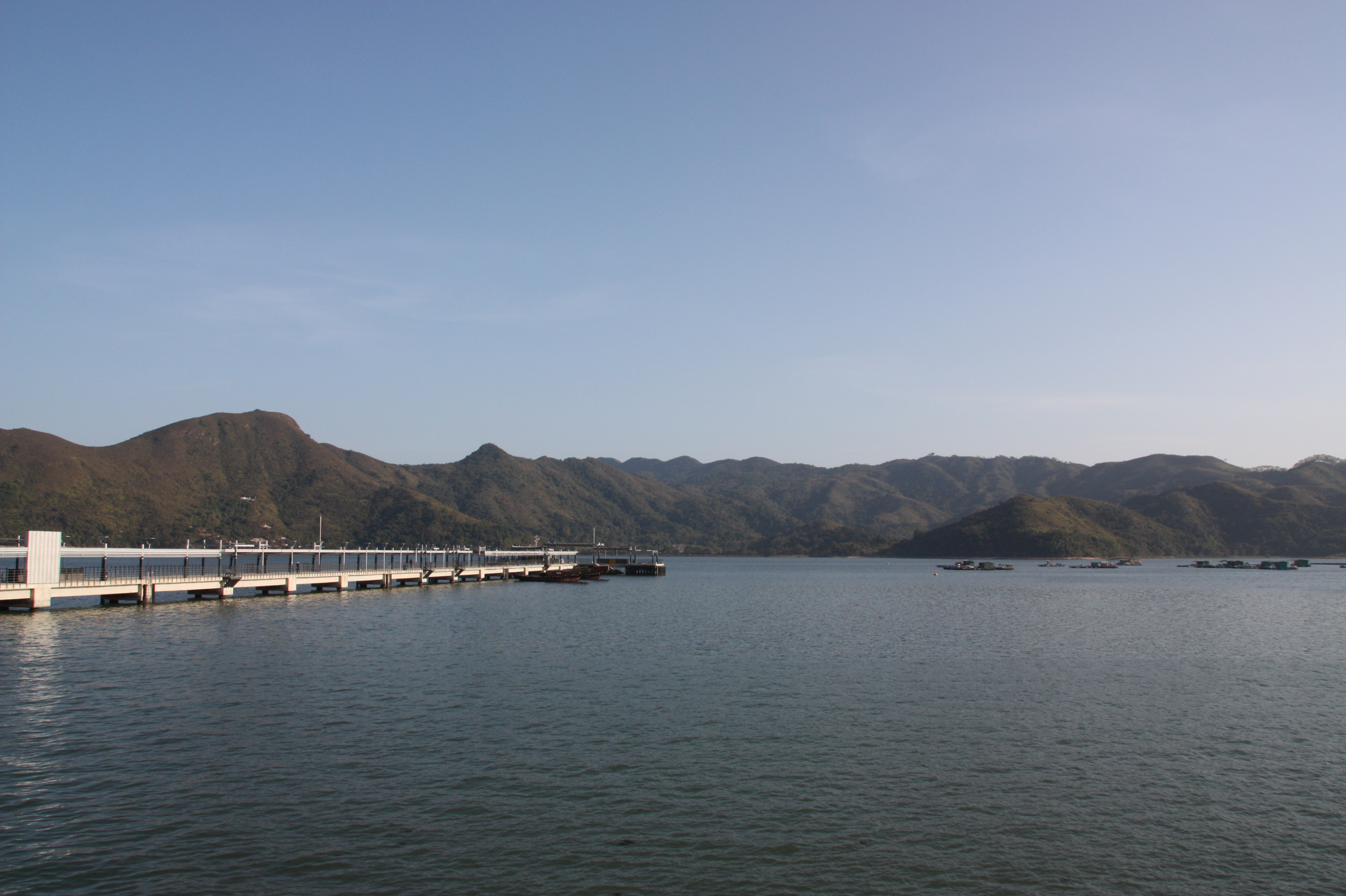
沙頭角海

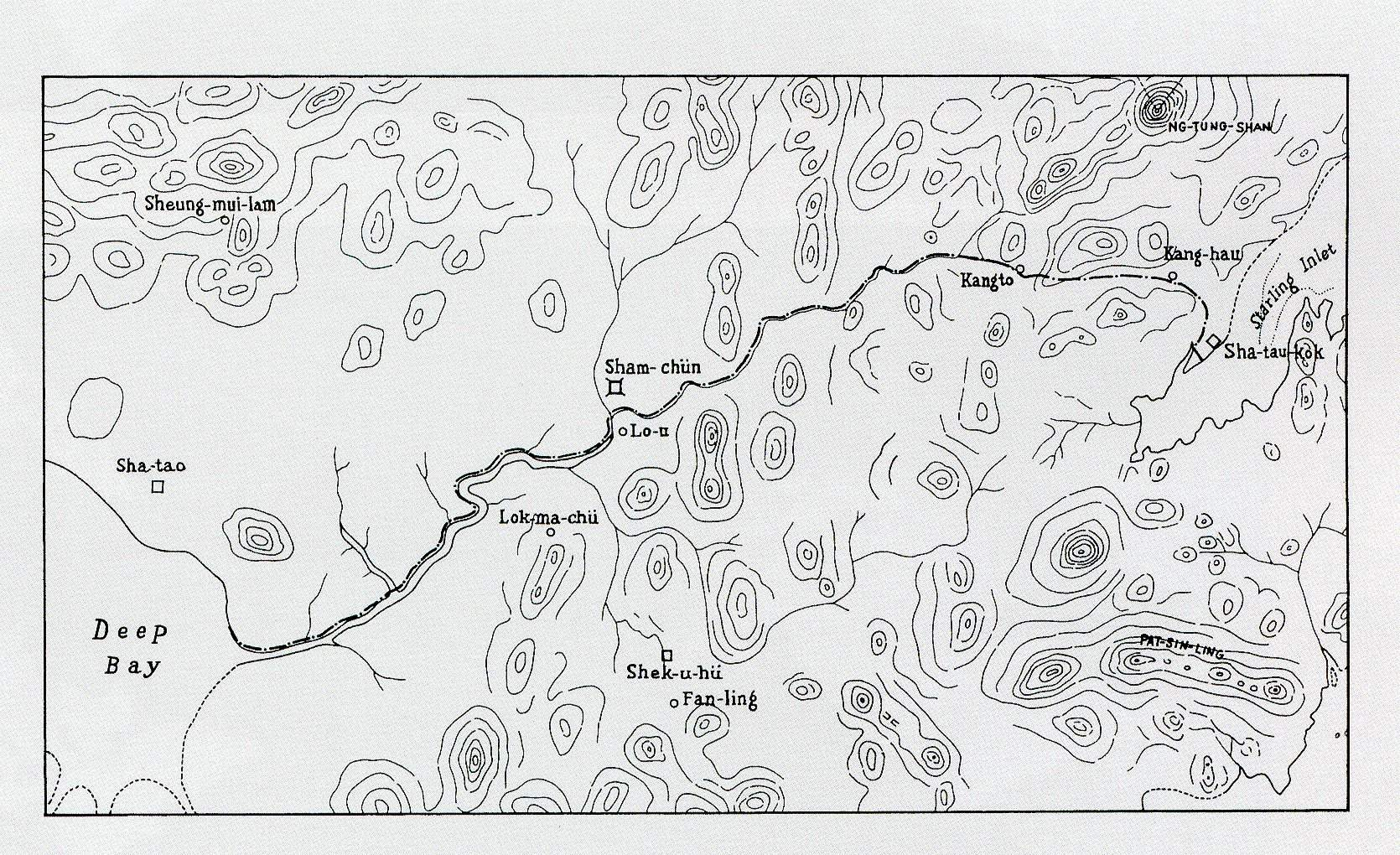
1898年《展拓香港界址專條》附圖中的沙頭角海（Starling Inlet）

沙頭角海（又稱）是位於香港新界北區近沙頭角的一個海域，連接大鵬灣。海域屬於香港邊境禁區範圍之內。海域內的島嶼包括鴉洲、水浸咀排和兩個接近沙頭角污水處理廠的無名小島。其英文名字（噪林鳥小港）是紀念英國海軍測量船隻皇家海军斯塔林号的。